# Pasilobus conohumeralis
Pasilobus conohumeralis är en spindelart som först beskrevs av Johan Coenraad van Hasselt 1894.  Pasilobus conohumeralis ingår i släktet Pasilobus och familjen hjulspindlar. Inga underarter finns listade i Catalogue of Life.